# Kinatay
Pour plus de détails, voir Fiche technique et Distribution.
Kinatay est un film philippin réalisé par Brillante Mendoza en 2009 et présenté au Festival de Cannes 2009 où il a obtenu le Prix de la mise en scène.

## Synopsis
Peping, un jeune étudiant en criminologie, est recruté par son ancien camarade de classe, Abyong, pour travailler en tant qu’homme à tout faire au service d’un gang local de Manille. Cette activité lui permet de gagner de l’argent facilement pour faire vivre son enfant et sa petite amie Cecille, qu’il a décidé d’épouser. Mais pour cela, il lui faut encore plus d’argent. Abyong propose alors au jeune homme de s’engager dans une « mission spéciale », particulièrement bien rémunérée...
.

## Distribution
- Coco Martin : Peping
- Maria Isabel Lopez : Madonna
- John Regala : Sarge
- Jhong Hilario : Abyong
- Lauren Novero : Boy Chico
- Julio Diaz : Vic
- Mercedes Cabral : Cecille, la petite amie de Peping

## Fiche technique
- Musique : Teresa Barrozo
- Langue : filipino